# Серра, Жуан Мануэл
Жуан Мануэл Серра (порт. João Manuel Serra; 1931, Лиссабон — 10 ноября 2010) — житель Лиссабона, получивший широкую известность в своём городе тем, что, прогуливаясь по окрестностям станции метро «Салданья», махал рукой людям, проезжавшим в автомобилях по улице мимо него. Он объяснял это действие как жест веры в то, что жизнь тех людей станет более счастливой, и как средство спасения от одиночества для себя. Известен по прозвищу «Прощающийся господин» (порт. Senhor do Adeus).
Ж. Серра издавна, по своей инициативе, ежедневно исполнял свою миссию, невзирая на погодные условия, зачастую поздним вечером или за полночь. Как и он сам отмечал, эта деятельность оживляла настроение людей, вызывая у них улыбки. Некоторые знакомые Серры запомнили, что этот ритуал повёл свою историю вскоре после смерти его матери.
Прощающийся господин был также известен как любитель кино. С 2003 года он каждое воскресенье ходил в кинотеатр на премьеры недели и впоследствии комментировал просмотренные фильмы в блоге своего имени. Образ Прощающегося господина обыгрывался в комиксах, в фильме, в телесериале и в тексте фаду.

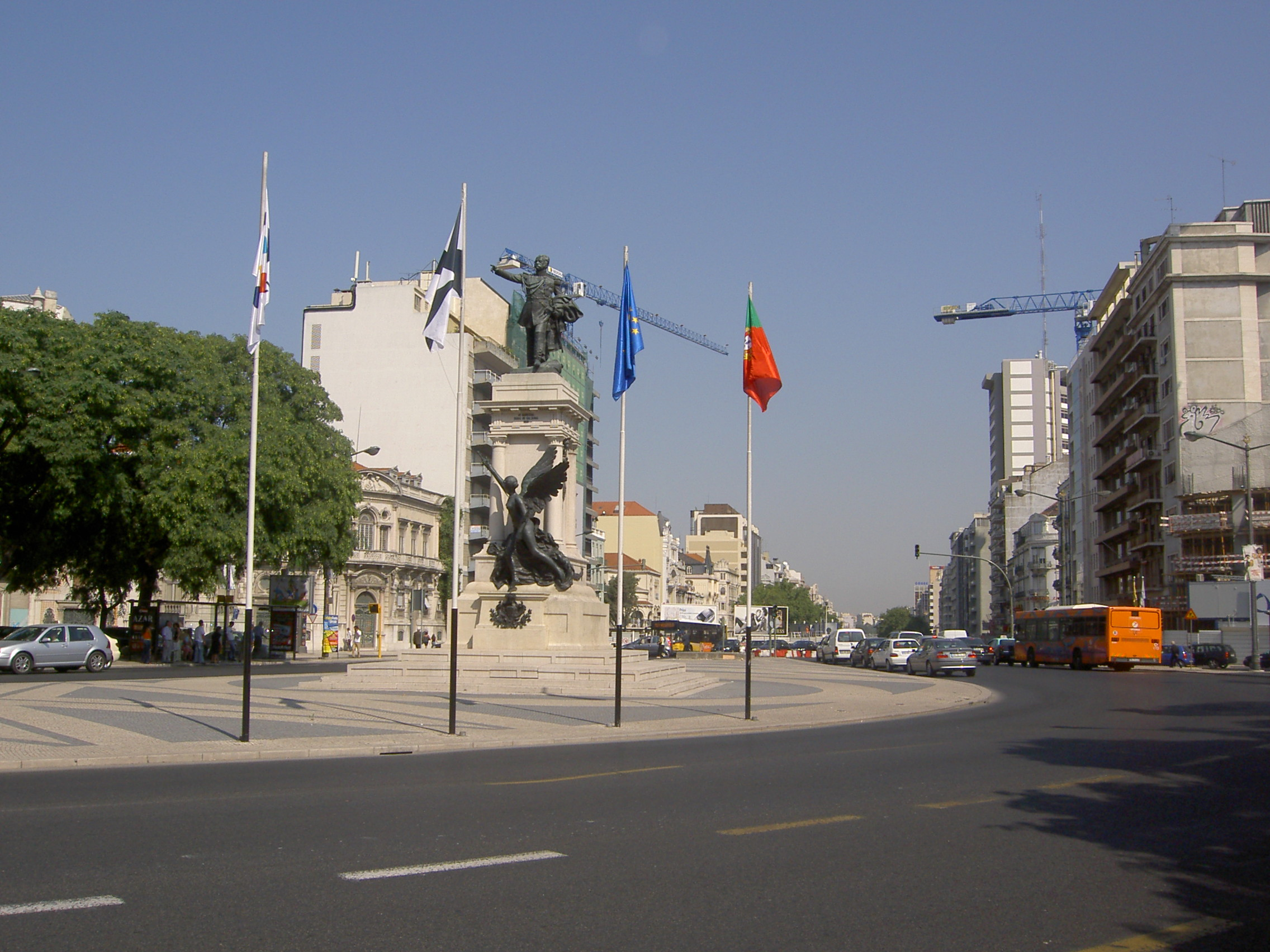
Праса-Дуки-ди-Салданья — площадь Лиссабона, памятная в связи с Ж. М. Серрой

На следующий день после смерти Ж. Серры более 200 человек собрались на Праса-Дуки-ди-Салданья (месте, вблизи с которым прошла вся его жизнь) с целью почтить его память. Они, рассредоточившись вдоль дороги, два часа махали руками в адрес проезжавших в автомашинах. На той же неделе появились инициативы установки памятника Прощающемуся господину на той же площади, возле светофора, ассоциирующегося с Ж. Серрой.

## Цитаты
В 2003 году Жуан Серра рассказывал: «Я сын весьма обеспеченных людей и никогда не работал и не знал, как что-нибудь приготовить на кухне», в 2008 году утверждал: «Меня называют Прощающимся господином, но я Приветствующий господин». Ещё его откровения: «Жизнь преподносит необычные повороты: моя судьба — отвечать жестами тем, кто ко мне благосклонен. Мирюсь с тем, что меня называют сумасшедшим, не обращаю внимания на это. Знаю, что всё дело в моём одиночестве.»